# Vivi Fernandez
Pour les articles homonymes, voir Fernández et Vivi.
Viviane Moreira Fernandes, dite Vivi Fernandez, est une actrice pornographique brésilienne née le 28 septembre 1977 à Brasília au Brésil. Elle entame sa carrière au Brésil en 2005.

## Biographie
Née à Brasilia, Distrito Federal, fille d'un soldat à la retraite, Fernandes a terminé ses études secondaires puis a commencé un cours de technicien dentaire avant de devenir mannequin. Après avoir participé à l'émission Galera sur Rede Record, Fernandes gagne en notoriété en participant en tant que danseuse à l'émission humoristique Festa do Mallandro animée par Sérgio Mallandro sur Rede Gazeta. En 1999, elle poursuit en justice Sérgio Mallandro pour harcèlement sexuel, agression, menace et contrainte en faisant valoir que ces événements se sont produits pendant le tournage de l'émission.
Entre 2003 et 2004, Fernandes s'est fait connaître pour une série de nus artistiques, dont certains réalisés pour le magazine Sexy Premium . En 2005, elle devient actrice pornographique et un contrat d'exclusivité ave le studio Brasileirinhas ; son premier film, Vivi.com.vc bat des records de ventes et a est salué par la critique sur des sites spécialisés. Elle tourne avec son petit ami de l'époque, l'homme d'affaires Mark Hugo. En 2009, Vivi Fernandez pose nue pour une édition spéciale du magazine Playboy,.
Fernandez a également joué dans des programmes télévisés tels que A Praça é Nossa et Sem Controle (tous deux diffusés par SBT), et a participé à des sketchs pour l'émission Programa Sílvio Santos (également sur SBT). Après avoir pris sa retraite de l'industrie pour adultes en 2009, elle a également joué au théâtre dans les comédies Tudo em Cima da Cama , et A Segunda Dama.

### Télévision
- 2024: A Grande Conquista 2
- 2024: A Fazenda 16